# (36553) 2000 QL102
2000 QL102 (asteroide 36553) é um asteroide da cintura principal. Possui uma excentricidade de 0.11617270 e uma inclinação de 13.55562º.
Este asteroide foi descoberto no dia 28 de agosto de 2000 por LINEAR em Socorro.